# روبن هنكي
روبن هنكي (بالإنجليزية: Robin Hunicke)‏ مواليد 15 مارس 1973 في نيويورك، الولايات المتحدة، هي مصممة ومنتجة ألعاب فيديو أمريكية، وبروفيسورة في تصميم الألعاب في جامعة كاليفورنيا. بدأت حياتها المهنية في إلكترونيك آرتس حيث عملت على عدة ألعاب بما في ذلك ماي سيمز كمصممة رئيسية وبووم بلوكس وتكملتها كمنتجة. بعد مغادرتها إلكترونيك آرتس عملت في ذات جيم كومباني حيث عملت كمنتجة للعبة جورناي وهي لعبة تعاونية عبر الإنترنت على منصة بلاي ستيشن 3.

## النشأة والتعليم
ولدت هنكي في 15 مارس 1973 في ألباني، نيويورك . وهي حاصلة على درجة البكالوريوس من جامعة شيكاغو ، ودكتوراه في الذكاء الاصطناعي من جامعة نورث وسترن.

## وصلات خارجية
- الموقع الرسمي